# 灊县 (汉朝)
灊县，中国古代的县。
西汉元封五年（前106年），设灊县，一说为今安徽省六安市霍山县衡山镇上元街，一说为霍山县衡山镇古城畈。东汉末年撤销，地入六安县、博安县。西晋咸熙二年（265年）十二月，复置灊县。刘宋元嘉二十五年（448年），废灊县，地入开化县。